# ما بعد المادية

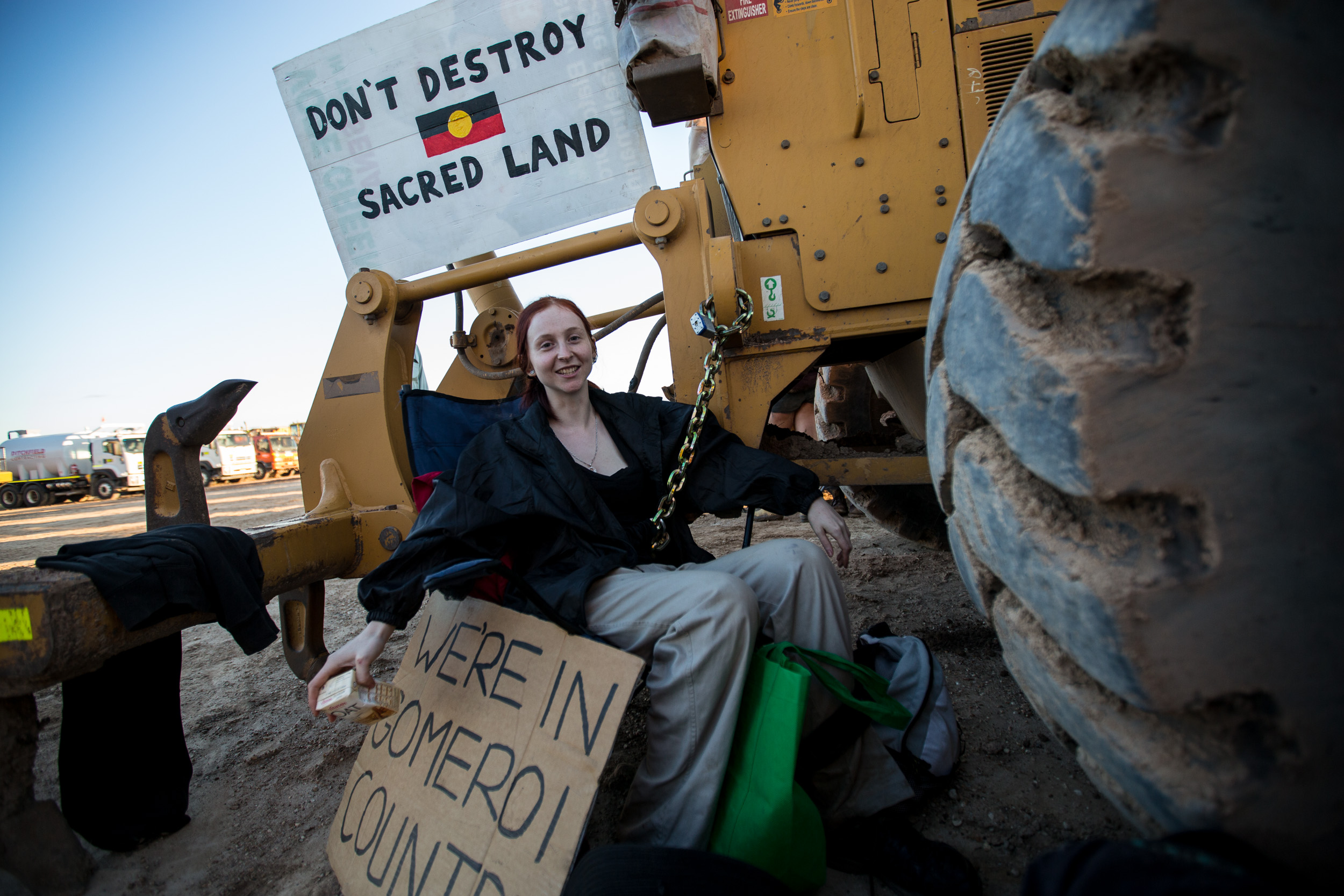
متظاهرة تدافع عن البيئة بربط نفسها بمعدات ثقيلة لنقل التربة في حركة ضد منجم فحم مالوز كريك.

ما بعد المادية في علم الاجتماع هي تحويل القيم الفردية من القيم المادية، والفيزيائية، والاقتصادية إلى القيم الفردية الجديدة للاستقلال والتعبير عن الذات.
انتشر هذا المصطلح بفضل العالم السياسي رونالد إنغلهارت في كتابه الصادر عام 1977 تحت عنوان «الثورة الصامتة»، حيث اكتشف أن الثراء الكبير الذي عانت منه أجيال ما بعد الحرب كان يقود البعض منهم إلى اعتبار أمنهم المادي أمرًا مفروغًا منه، وبدلًا من ذلك يولون أهمية أكبر إلى أهداف غير مادية مثل التعبير عن الذات، واستقلال الفرد، وحرية التعبير، والمساواة بين الجنسين، والدفاع عن البيئة. جادل إنغلهارت أنه مع زيادة الرخاء، فإن قيم ما بعد المادية هذه ستزداد تدريجيًا في أوساط المجتمعات الصناعية المتقدمة من خلال عملية إحلال الأجيال.
تعد ما بعد المادية أداة مساعدة في تطوير فهم للثقافة الحديثة. يمكن أخذها في الاعتبار عند الإحالة إلى ثلاثة مفاهيم مادية مميزة. يشير النوع الأول من المادية، وهو النوع الذي يتم الرجوع إليه في كثير من الأحيان عند استخدام مصطلح ما بعد المادية، إلى المادية كنظام قيم متعلق بالرغبة في تلبية الاحتياجات المادية (مثل الأمن، والإعاشة، والمأوى) والتركيز على الكماليات المادية في مجتمع استهلاكي. والمفهوم الثاني هو المفهوم المادي التاريخاني الذي يعتقد به العديد من الاشتراكيين، وعلى الأخص كارل ماركس وفريدريك إنجلز، وكذلك مفهومهم الفلسفي عن المادية الجدلية. أما المفهوم الثالث للمادية يتعلق بالحجة الفلسفية بأن المادة هي الحقيقة الوحيدة الموجودة. ينتمي المفهوم الأول إلى علم الاجتماع، والثاني إلى الفلسفة وعلم الاجتماع معًا، والثالث إلى الفلسفة.
اعتمادًا على أي من المفاهيم الثلاثة المذكورة أعلاه حول المادية تتم مناقشتها، يمكن أن تكون ما بعد المادية عبارة عن: ما بعد مادية أنطولوجية، أو ما بعد مادية وجودية، أو ما بعد مادية أخلاقية، أو ما بعد مادية سياسية-اجتماعية، وتعد الأخيرة هي الأكثر شهرة.

## التاريخ
طُوّرت النظرية الاجتماعية لما بعد المادية في السبعينيات من قبل رونالد إنغلهارت. بعد إجراء بحث مسحي واسع النطاق، افترض إنغلهارت أن المجتمعات الغربية الواقعة في نطاق مسحه تمر بمرحلة تحول في القيم الفردية، حيث يتم التخلي عن القيم المادية التي تؤكد على الأمن الاقتصادي والمادي، إلى مجموعة جديدة من القيم ما بعد المادية التي تؤكد بدلًا من ذلك على الاستقلال والتعبير عن الذات. جادل إنغلهارت أن الرخاء المتزايد كان يحرر تدريجيًا جمهور المجتمعات الصناعية المتقدمة من ضغوط الاحتياجات التملّكية أو المادية.
بعد ملاحظته أن الشباب كانوا أكثر ميلًا إلى اعتناق القيم ما بعد المادية، تكهن إنغلهارت بأن هذه الثورة الصامتة لم تكن مجرد تغيير في دورة الحياة، التي يصبح فيها الناس أكثر ماديةً مع تقدمهم في العمر، ولكنها مثال حقيقي على عملية التغيير بين الأجيال التي تسبب تغيرًا في القيم بين الأجيال المختلفة.
تعتمد نظرية التغيير بين الأجيال على فرضيتين أساسيتين:
- فرضية الندرة
- فرضية التنشئة الاجتماعية

### فرضية الندرة
افترض إنغلهارت أن الأفراد يسعون لتحقيق أهداف مختلفة في شكل يشبه النظام الهرمي. فعلى الرغم من أن الناس عامة قد يسعون إلى الحرية والاستقلالية، إلا أن الاحتياجات المادية الأكثر إلحاحًا مثل الجوع، والعطش، والأمن الجسدي يجب أن تُشبع أولًا لأنها ترتبط مباشرةً بالبقاء على قيد الحياة. وفقًا لتفسير إنغلهارت لهرم أبراهام ماسلو للأهداف البشرية، فعندما تسود الندرة، ستكون لهذه الأهداف المادية الأولوية على الأهداف ما بعد المادية مثل الانتماء، والاحترام، والرضا الجمالي والفكري. ومع ذلك، بمجرد أن تصبح احتياجات البقاء على قيد الحياة هذه أمرًا مفروغًا منه، سيتحول التركيز تدريجيًا إلى هذه السلع «غير المادية».